# Sospita theodosia
Sospita theodosia är en fjärilsart som beskrevs av Hans Fruhstorfer 1906. Sospita theodosia ingår i släktet Sospita och familjen juvelvingar. Inga underarter finns listade i Catalogue of Life.